# A leggyengébb láncszem
A leggyengébb láncszem (vagy Nincs kegyelem, eredeti cím: Weakest Link) 2000-ben a BBC Two csatornán bemutatott brit TV vetélkedő, amit először az Egyesült Királyságban vetítettek először. Világszerte a BBC Entertainment forgalmazta. A műsorvezető Anne Robinson volt. Magyar változatát a TV2 készítette el.

## Nemzetközi változatok

### Még mindig vetítik új epizódokkal
| Ország      | Cím                | Műsorvezető          | Csatorna     | Főnyeremény   |
| ----------- | ------------------ | -------------------- | ------------ | ------------- |
| Mexikó      | El Rival Más Debil | Montserrat Ontiveros | Azteca Trece | MX$200,000    |
| Mexikó      | El Rival Más Debil | Lolita Cortés        | Azteca Trece | MX$200,000    |
| Törökország | En Zayıf Halka     | Hülya Uğur Tanrıöver | Show TV      | TL100 billion |
| Törökország | En Zayıf Halka     | Baybars Altuntaş     | TV8          | ₺ 54,000      |
| Finnország  | Heikoin lenkki     | Riku Nieminen        | Nelonen      | 20,000 €      |